# Glide Brook
Glide Brook är ett vattendrag i Kanada.   Det ligger i provinsen Newfoundland och Labrador, i den östra delen av landet, 1 400 km öster om huvudstaden Ottawa. Glide Brook ligger vid sjön Glide Brook Steady.
I omgivningarna runt Glide Brook växer i huvudsak barrskog. Trakten runt Glide Brook är nära nog obefolkad, med mindre än två invånare per kvadratkilometer.